# Katharma sanguinaris
Katharma sanguinaris là một loài ruồi trong họ Asilidae. Katharma sanguinaris được Oldroyd miêu tả năm 1960. Loài này phân bố ở vùng nhiệt đới châu Phi.